# Hopsten
Hopsten ist eine Gemeinde an der Nordspitze der westfälischen Region Tecklenburger Land (Kreis Steinfurt), durch dessen Lage es als Tor zu Westfalen bezeichnet wird. Die Gemeinde umfasst seit 1975 neben dem Töddendorf Hopsten die Ortsteile Schale und Halverde.

## Geografie

### Geografische Lage
Die Gemeinde Hopsten liegt an der Nordspitze des Tecklenburger Landes und ist bis in die heutige Zeit eher landwirtschaftlich geprägt. Der Ortsteil Schale ragt wie ein Sporn in das benachbarte Niedersachsen, aus dem somit die Bezeichnung Tor zu Westfalen entstand. Im Süden des Ortes liegt in einer geologischen Senkungszone das Naturschutzgebiet Heiliges Meer – Heupen. Nördlich und westlich schließt sich das Emsland an, östlich das Osnabrücker Land. Durch die Lage der Gemeinde gingen in früherer Zeit viele Hopstener als Hollandgänger in die nahen Niederlande arbeiten. Zudem brachten sie als reisende Kaufleute, die sog. Tödden, Waren in die Niederlande. So erhielt Hopsten die noch heute gebräuchlichen Bezeichnung als Töddendorf.

### Landschaften, Berge, Flüsse

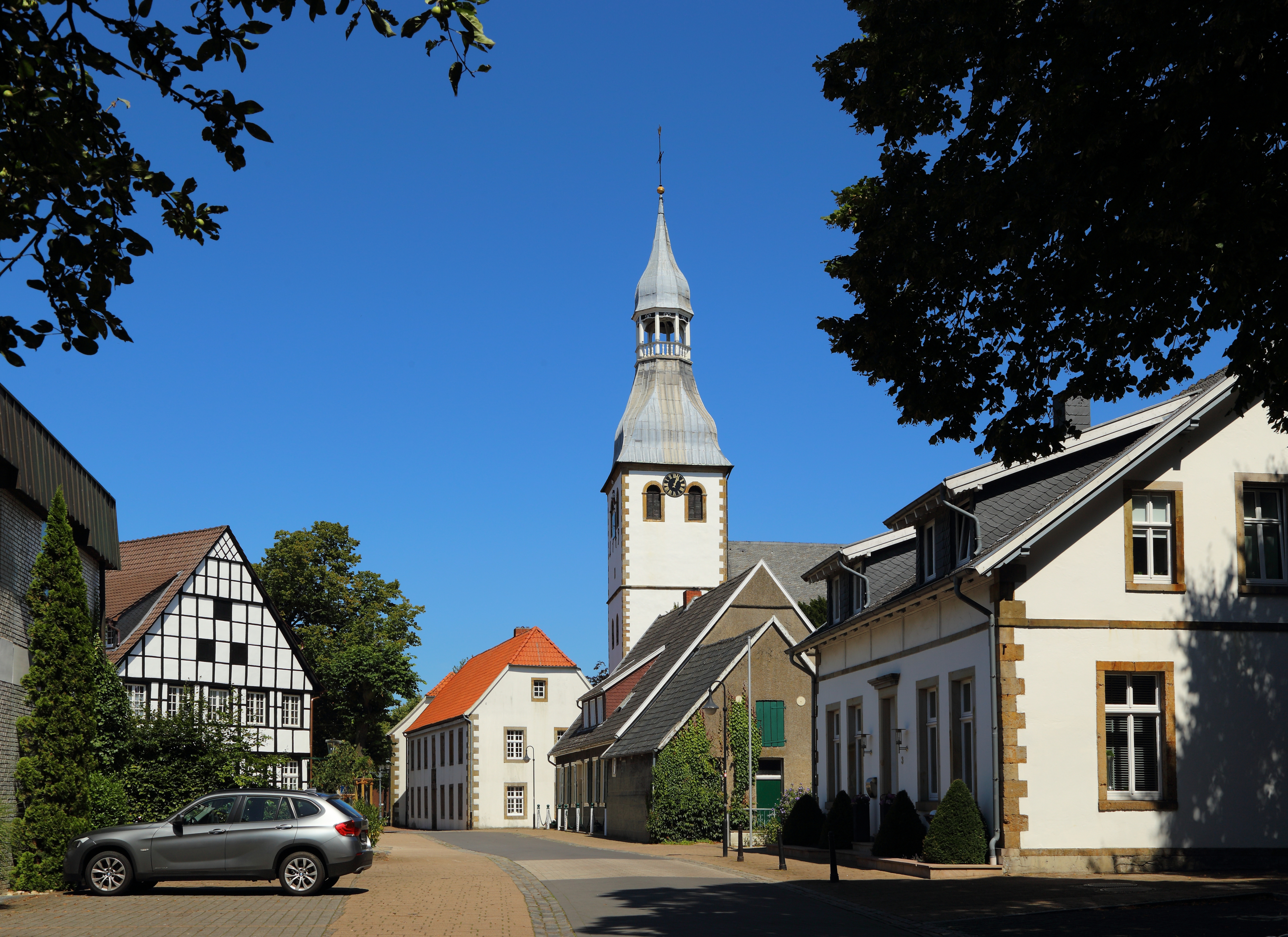
Historischer Ortskern von Hopsten

Hopsten liegt in der Plantlünner Sandebene, einer Unterkategorie der Norddeutschen Tiefebene. Nördlich des Gemeindegebietes verlaufen die Lingener- und die Ankumer Höhen, eine durch die Eiszeit aufgeschüttete Sandhügellandschaft (sog. Endmoräne). Südlich der Gemeindegrenze zwischen Hörstel und Bevergern liegt am Huckberg der westliche Beginn des Teutoburger Waldes. Südwestlich beim Nachbardorf Obersteinbeck beginnt mit dem vorgelagerten Kälberberg die Ibbenbürener Bergplatte, mit dem westlichen Dickenberg und dem östlichen Schafberg. Durch den Abbau von Kohleflözen am Karbonhorst, stellte das Bergwerk Ibbenbüren bis 2018 den größten Arbeitgeber der Hopstener Bevölkerung dar.
Durch Hopsten fließt die Hopstener Aa; diese teilt sich westlich der Rheiner Straße in die größere Giegel- und die kleinere Hopstener Aa auf. Die Schaler Aa verläuft durch das Nördliche Gemeindegebiet erst durch Halverde, wo sie noch Halverder Aa genannt wird; flussabwärts in Schale vereinigt sie sich mit der Wiechholz Aa und mündet bei Freren in einen anderen Fluss, mit dem sie die Große Aa bildet. Das Gemeindegebiet durchläuft auch der Bardelgraben, der gleichzeitig die Grenze des Ortsteils Hopsten zu den Ortsteilen Halverde und Schale darstellt. Die in den benachbarten Regionen Münsterland und Weser-Ems-Land üblichen Wallhecken sind auch in Hopsten anzutreffen. Sie sind aber nicht so kleinräumlich wie in der Münsterländer Parklandschaft angeordnet, sondern locker zwischen Feldern eingestreut.

### Nachbargemeinden
Die Nachbargemeinden im Tecklenburger Land sind Hörstel, Recke und Ibbenbüren. Im niedersächsischen Emsland befinden sich die Nachbarorte Freren und Schapen sowie im Osnabrücker Land die Gemeinden Fürstenau und Voltlage. Hopsten gilt für diesen ländlich geprägte Versorgungsbereich mit weniger als 10.000 Einwohnern als ein Unterzentrum.
| Freren 12 km | Fürstenau 16 km                             | Voltlage 12 km   |
| Schapen 4 km | Kompassrose, die auf Nachbargemeinden zeigt | Recke 8 km       |
| Hörstel 7 km |                                             | Ibbenbüren 13 km |

Das zur Deckung des Grund- und periodischen Bedarfs hauptsächlich frequentierte und nächste Mittelzentrum ist Ibbenbüren. Weitere Mittelzentren in der Umgebung sind Lingen (Ems) und Rheine. Oberzentrum der Gemeinde Hopsten und wie auch des gesamten Tecklenburger Landes ist die Stadt Osnabrück. Bedingt durch die größere Entfernung und die schlechtere Verkehrsanbindung kommt Münster als Oberzentrum eine geringe Bedeutung zu.

### Gemeindegliederung
Heutige Gliederung
| Ortsteil | Fläche    | Einwohner (31. Dez. 2017) |
| -------- | --------- | ------------------------- |
| Hopsten  | 48,70 km² | 5301                      |
| Halverde | 17,17 km² | 1052                      |
| Schale   | 33,95 km² | 1248                      |
| Gesamt   | 99,82 km² | 7601                      |

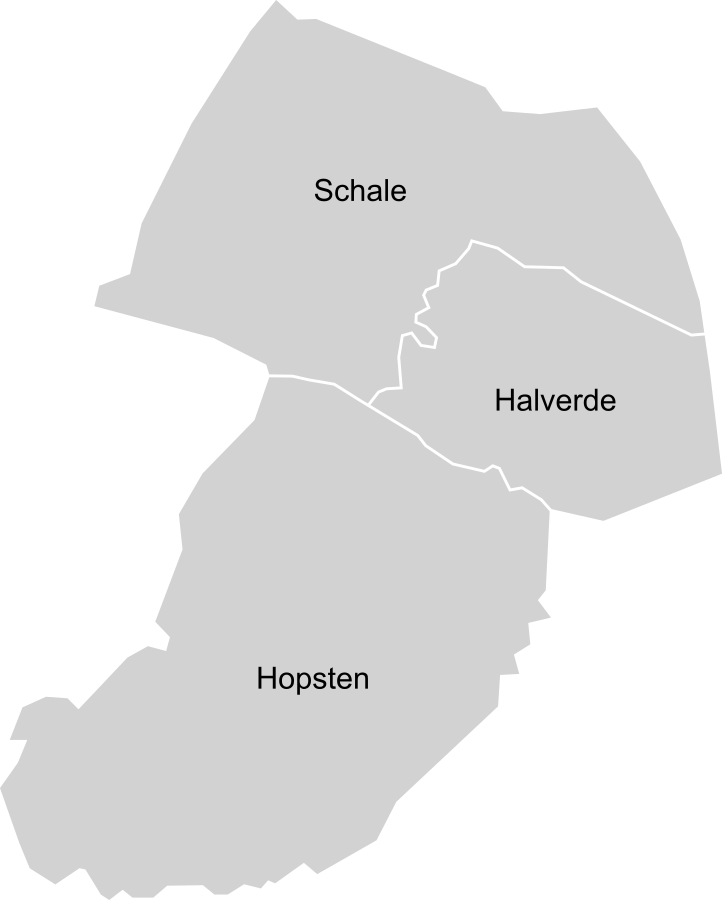
Ortsteile von Hopsten

Die ehemalige Hopstener Bauerschaft Ostenwalde zählt heute nicht mehr zu Hopsten, sondern zu Hörstel.
Bis Ende 1974 umfasste das Gebiet die zum Amt Hopsten gehörenden eigenständigen Gemeinden Halverde, Hopsten und Schale.

### Einwohnerentwicklung
| Jahr | Einwohner |
| ---- | --------- |
| 2012 | 7551      |
| 2013 | 7583      |
| 2014 | 7600      |
| 2015 | 7677      |
| 2016 | 7619      |
| 2017 | 7601      |

| Jahr | Einwohner |
| ---- | --------- |
| 2012 | 5181      |
| 2013 | 5224      |
| 2014 | 5254      |
| 2015 | 5327      |
| 2016 | 5318      |
| 2017 | 5301      |

| Jahr | Einwohner |
| ---- | --------- |
| 2012 | 1311      |
| 2013 | 1300      |
| 2014 | 1292      |
| 2015 | 1280      |
| 2016 | 1252      |
| 2017 | 1248      |

| Jahr | Einwohner |
| ---- | --------- |
| 2012 | 1059      |
| 2013 | 1059      |
| 2014 | 1054      |
| 2015 | 1070      |
| 2016 | 1049      |
| 2017 | 1052      |

## Geschichte

### Vorzeit bis 1400

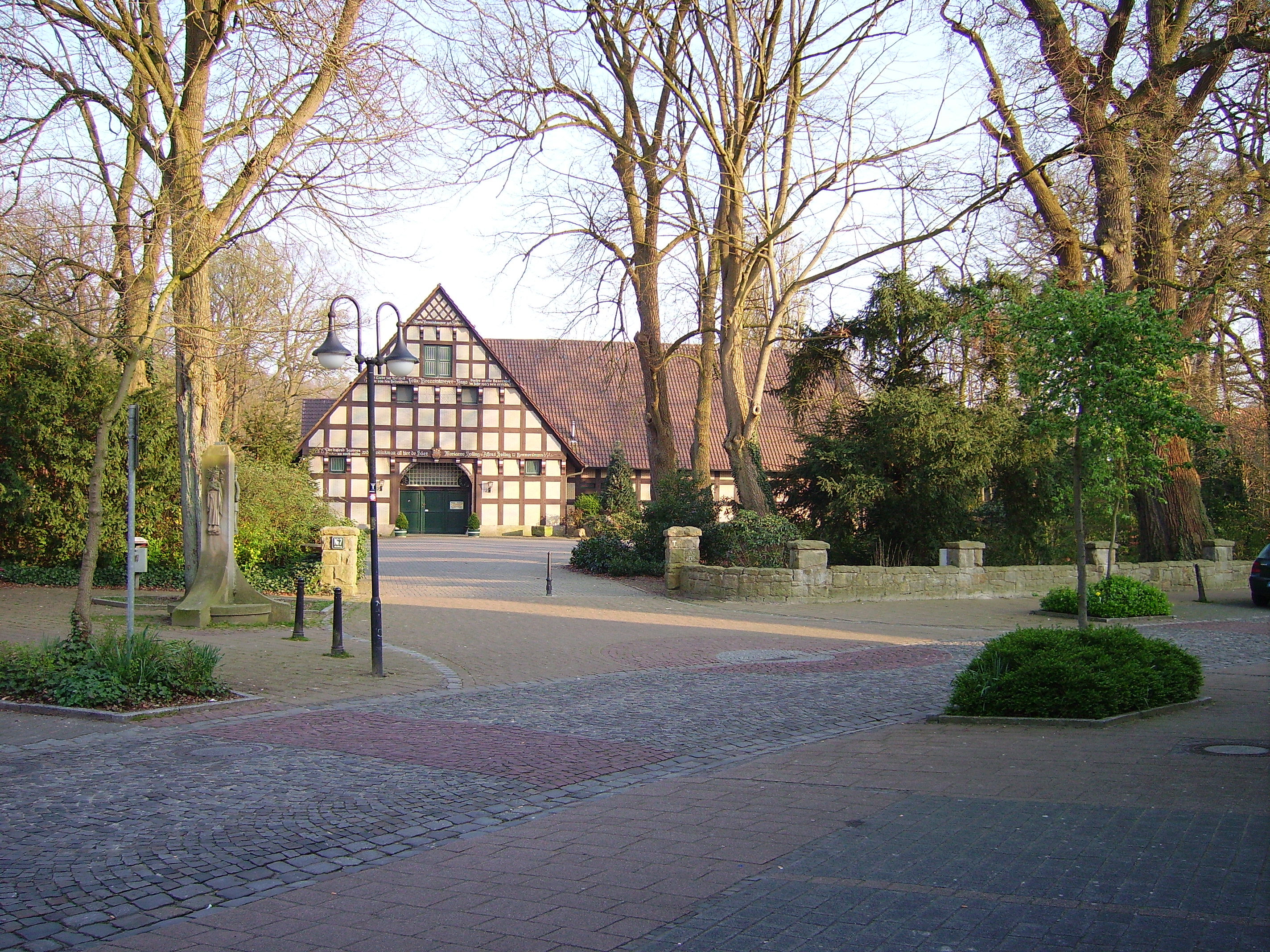
Hof Holling, eine der ältesten Hofstellen in Hopsten. Links ist die Töddensäule zu erkennen.

Die Besiedlung des Gebietes um Hopsten reicht hin bis in die Stein- und Bronzezeit. Der erste schriftliche Nachweis stammt aus dem Jahr 890 n. Chr. Im Steuerverzeichnis des Klosters Werden an der Ruhr sind mehrere Höfe der Bauerschaft Staden aufgeführt. An der alten Flötte in den Gebieten um den Stadener Esch, Rüschendorfer Esch und dem Stertesch haben sich die ersten Menschen angesiedelt. Erst später fand eine Besiedlung der südlichen Bauerschaften Breischen, Börnebrink und Aa statt, da aufgrund des Moorgebiets nur eine Ansiedlung auf Anhöhen (auf einen „Hop seten“) möglich war.
Durch den Erwerb der Osnabrücker Hochvogtei 1236 durch Graf Otto I. von Tecklenburg, wurde das Kirchspiel Schapen und die zugehörigen Gebiete Ostenwald und Stadener Wald ein Teil der Grafschaft Tecklenburg. Der Name Hopsten wird erstmals urkundlich 1265 in Osnabrück erwähnt. Dort ist die Rede von einem Ministerialen Fretherich von Hopseten. Im Jahr 1343 wird in einer Urkunde bereits eine Kapelle für das Dorf Hopsten genannt, für die Graf Nikolaus I. von Tecklenburg das Patronats- und Präsentationsrecht des Abtes von Werden anerkennt.

### 1400 bis 1500
Hopsten gehörte bis zum Ende des 14. Jahrhunderts landesherrlich zur Grafschaft Tecklenburg. Nach einem verlorenen Krieg gelangte am 25. Oktober 1400 die Hälfte des Kirchspiels Schapen mit dem Stadener Wald und dem Ostenwald: das heutige Hopsten an das Hochstift Münster. Dieses war das Resultat andauernder Auseinandersetzungen des Grafen Nikolaus II. von Tecklenburg mit den mächtigen Nachbarn Münster und Osnabrück. Weil bereits eine Kapelle auf dem Boden der Gemarkung Hopsten stand, wurde der Ort dat Kerspel to Hopseten, später Kirchspiel Hopsten genannt. Rund 200 Jahre waren die Hopstener noch zur Pfarrkirche Schapen gehörig, bis der Ort eine selbständige Pfarrei bekam.

### 1648 bis 1818
Hopsten wird als Töddendorf bezeichnet. Die Tödden waren Wanderkaufleute und Hausierer, die sich nach dem Dreißigjährigen Krieg, mit der Blütezeit im 18. Jahrhundert, aus Hollandgängern entwickelten und die ihre Waren zunächst in den Niederlanden, dann auch in den nordischen und baltischen Ländern anboten. Der Töddenhandel brachte den Heimatgemeinden einigen Wohlstand, was heute noch in Hopsten die Töddenhäuser mit ihren häufig aufwendig gestalteten Giebeln, die Annakapelle auf den Breischen, die barocke Pfarrkirche, die vielen Bildstöcke und die Denkmäler bezeugen, die in allen sechs Bauerschaften stehen. Unter den Töddenhäusern ist das Haus Nieland das bekannteste. Um 1750 hatte Hopsten ungefähr 2000 Einwohner, von denen im Einwohnerverzeichnis über 200 Personen als „reiset“ beschrieben wurden, also als Personen, die durch Handel ihr Geld verdienten. 1803 wurde Hopsten dem Königreich Preußen angeschlossen und kehrte nach der napoleonischen Herrschaft 1816 mit der Gründung des Kreises Tecklenburg nach etwas über 400 Jahre in das Tecklenburger Land zurück.

### 1818 bis 1900
Das Ende des Wanderhandels nach 1818 führte zu einer Rückentwicklung Hopstens zu einer rein landwirtschaftlichen Gemeinde; unter der Landbevölkerung bildete sich Armut aus. In dieser Zeit (von 1846 bis 1849) war der Arbeiter- und Sozialbischof Wilhelm Emmanuel von Ketteler Pfarrer von Hopsten. Vom Juni 1848 bis zum Januar 1849 gehörte er der Frankfurter Nationalversammlung an. Seine Gedenkrede am Grab der im Septemberaufstand getöteten Abgeordneten Auerswald und Lichnowsky machte den Bauernpastor zur Berühmtheit. Er wurde 1849 zur Sankt-Hedwigs-Kathedrale nach Berlin versetzt. Später wurde er Bischof von Mainz.

### Seit 1900

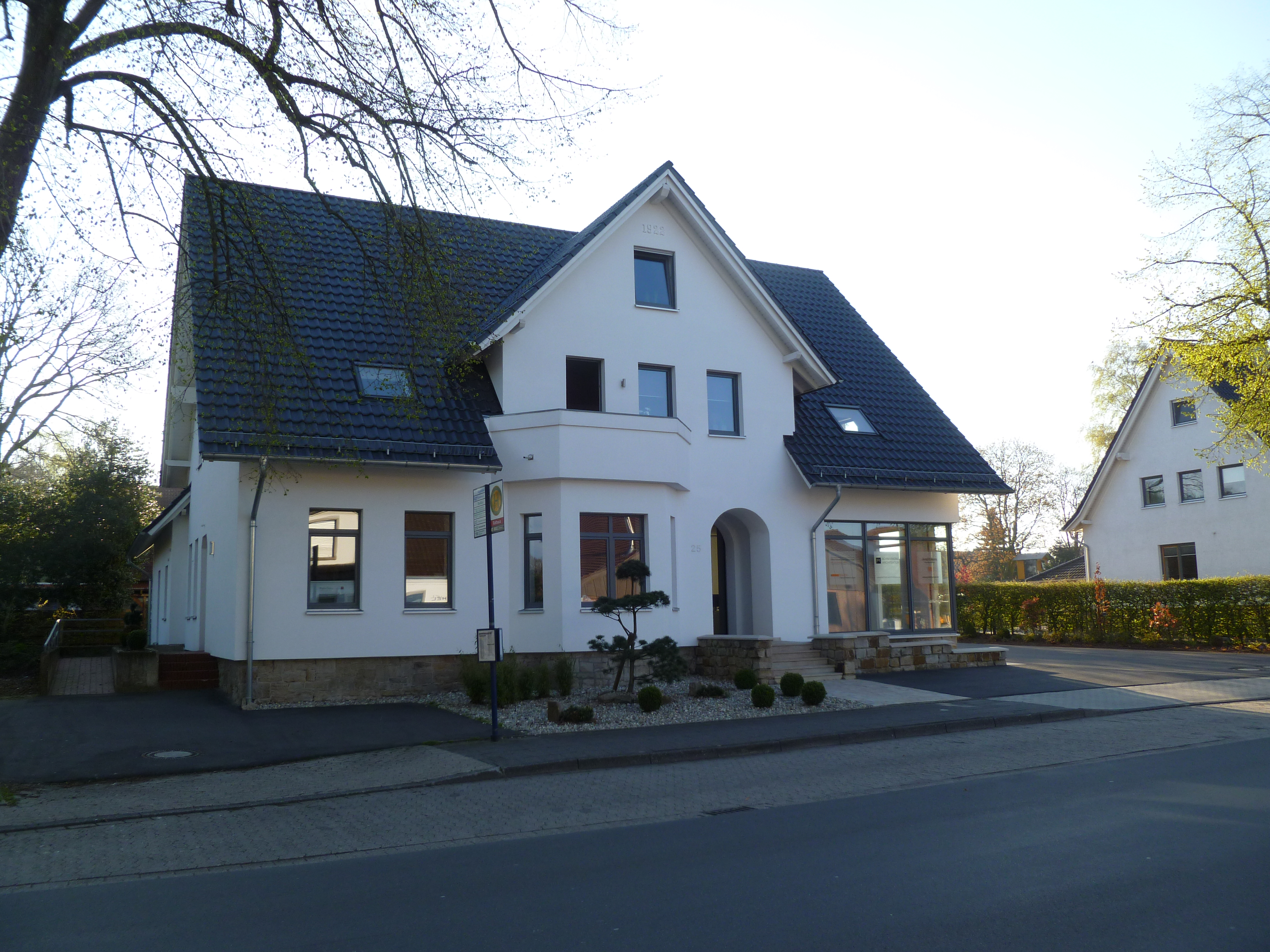
Altes Rathaus in Hopsten an der Bunten Straße 25

Das Amt Hopsten wurde 1917 mit dem Amt Schale/Halverde in Hopsten zusammengelegt, die Gemeinden blieben bis auf eine gemeinsame Verwaltung zunächst selbstständig.
Die Amtsverwaltung fand in den Räumen der späteren Post im Haus Doeker provisorische Unterkunft, bis 1922 das Rathaus fertiggestellt war. Es befindet sich an der Bunten Straße 25 und wird inzwischen als Wohn- und Geschäftshaus benutzt. In den 1960er-Jahren zeigte sich, dass das alte Rathaus nicht mehr den Platzbedürfnissen des Amtes genügte: An der Bunten Straße 35 wurde eine neue Verwaltung errichtet. Das alte Rathaus wurde zwischenzeitlich vom DRK und als Wohnhaus genutzt, bis es 2010 verkauft wurde.
In der Reichskristallnacht vom 9. auf den 10. November wurde die Hopstener Synagoge sowie Wohnhäuser verwüstet, jedoch nicht angezündet. Das Pogrom wurde von SA-Männern aus Ibbenbüren eingeleitet, aber es beteiligten sich auch einige Hopstener Bürger daran. Jüdische Hopstener Bürger wurden zusammengeschlagen und einige in Schutzhaft genommen. Den Holocaust überlebten nur zwei Frauen.

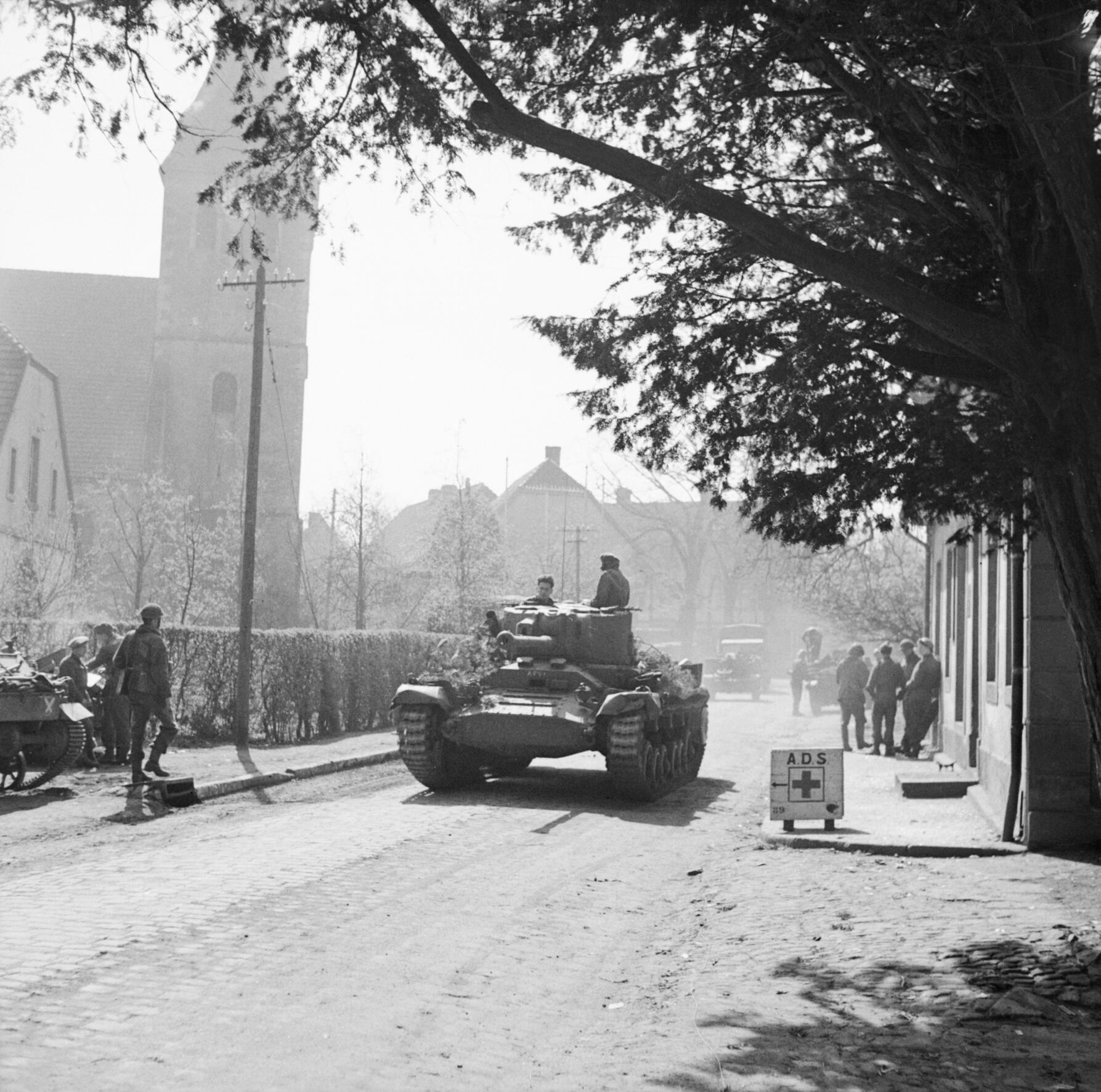
Ein britischer Panzer passiert Hopsten Anfang April 1945

Nach der alliierten Rhein-Überquerung am 23. und 24. März 1945 (Operation Plunder und Operation Varsity) stießen britische und kanadische Truppen nördlich des Ruhrgebiets rasch in das Münsterland vor. Anfang April wurde Hopsten erreicht.
Das Amt Hopsten wurde im Zuge der Gebietsreform zum 1. Januar 1975 aufgelöst. Auch die bisherigen im Amt Hopsten verwalteten aber selbstständigen Gemeinden Hopsten, Schale und Halverde wurden in einer vergrößerten Einheitsgemeinde Hopsten vereinigt. Diese verwaltungstechnische Änderungen, die mit dem Verlust der Selbständigkeit für Schale und Halverde verbunden waren, stießen auf völliges Unverständnis in allen drei Ortsteilen.
Am 23. August 1995 richtete ein F1-Tornado auf zwei Bauernhöfen südöstlich des Ortskerns großen Schaden an, zudem wurden zahlreiche Bäume umgeworfen.
Einer der schwersten Busunfälle der deutschen Geschichte schockte den Ort am 18. Juni 2007. Auf der Bundesautobahn 14 verunglückte bei Könnern ein Reisebus, der Mitglieder des landwirtschaftlichen Ortsvereins nach Dresden bringen sollte. Dabei wurden 13 Menschen getötet und 36 verletzt. An einer Gedenkstunde in der Pfarrkirche St. Georg am 19. Juni 2007 nahmen neben zahlreichen Menschen aus dem Ort auch der damalige Ministerpräsident des Landes Nordrhein-Westfalen, Jürgen Rüttgers, und der aus der Region stammende Arbeitsminister von Nordrhein-Westfalen, Karl-Josef Laumann, teil.
Am 7. Dezember 2020 wurden in Hopsten die ersten Stolpersteine verlegt.

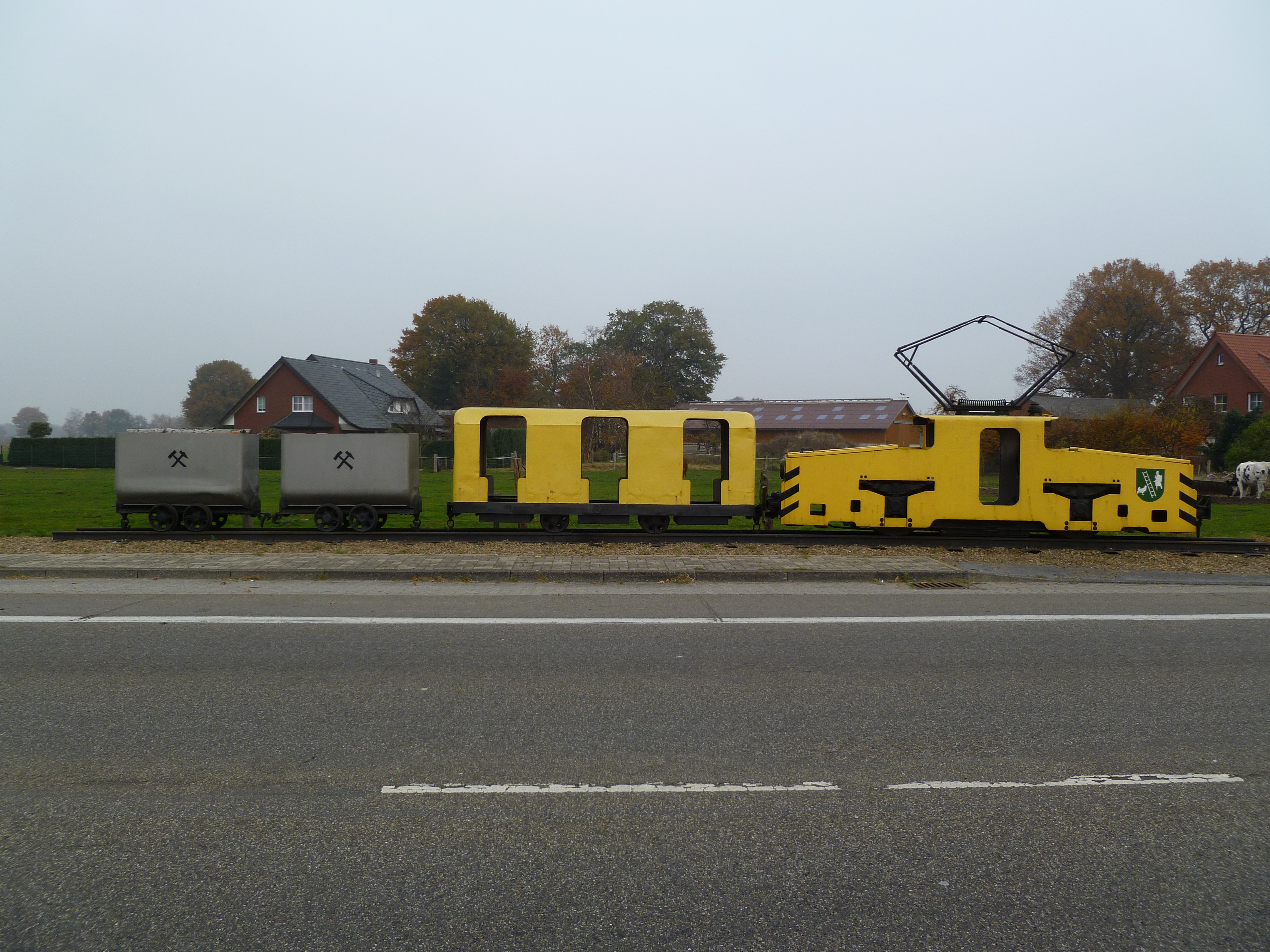
Grubenbahn an der Ibbenbürener Straße (L 504)
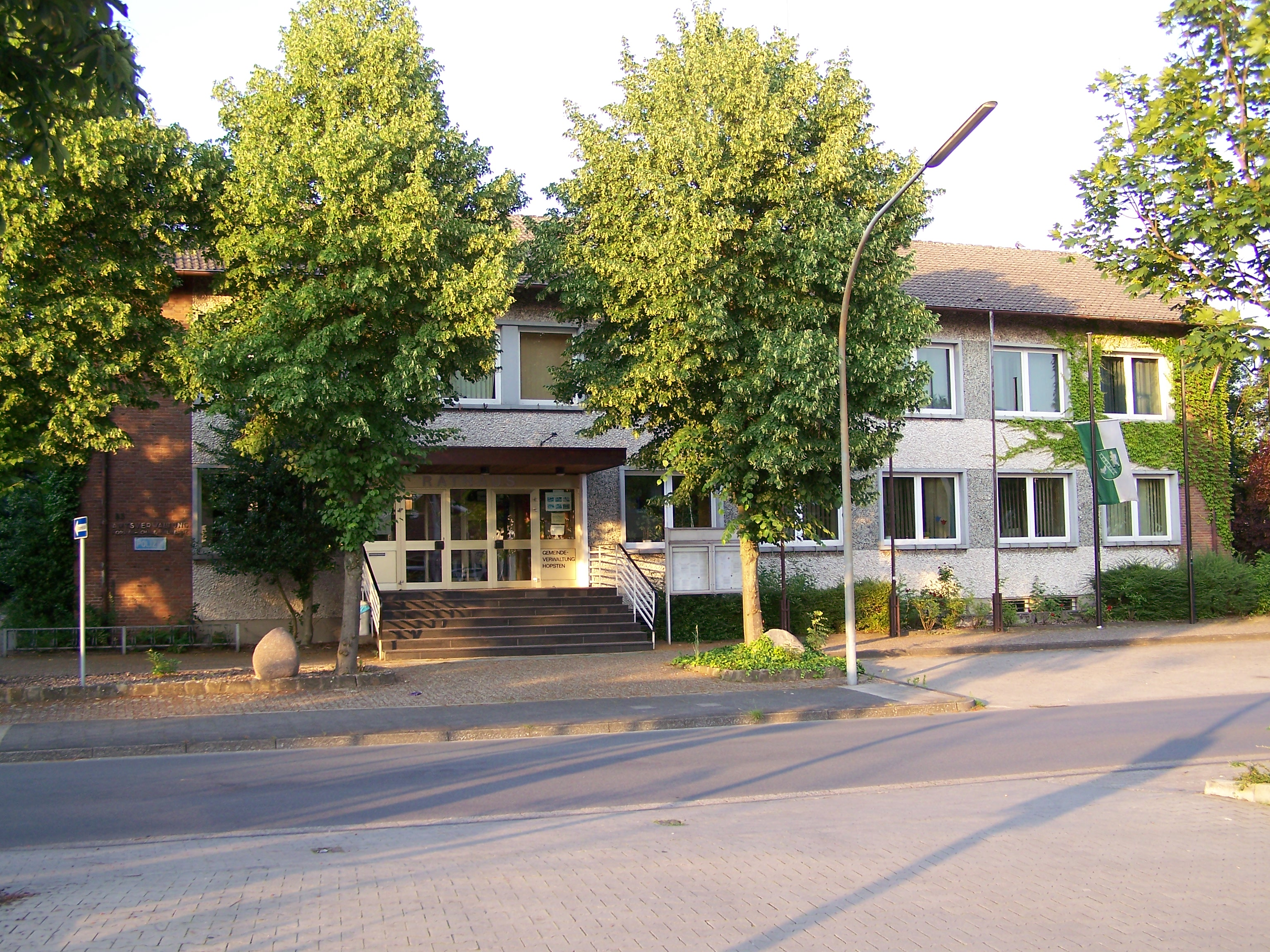
Rathaus Hopsten
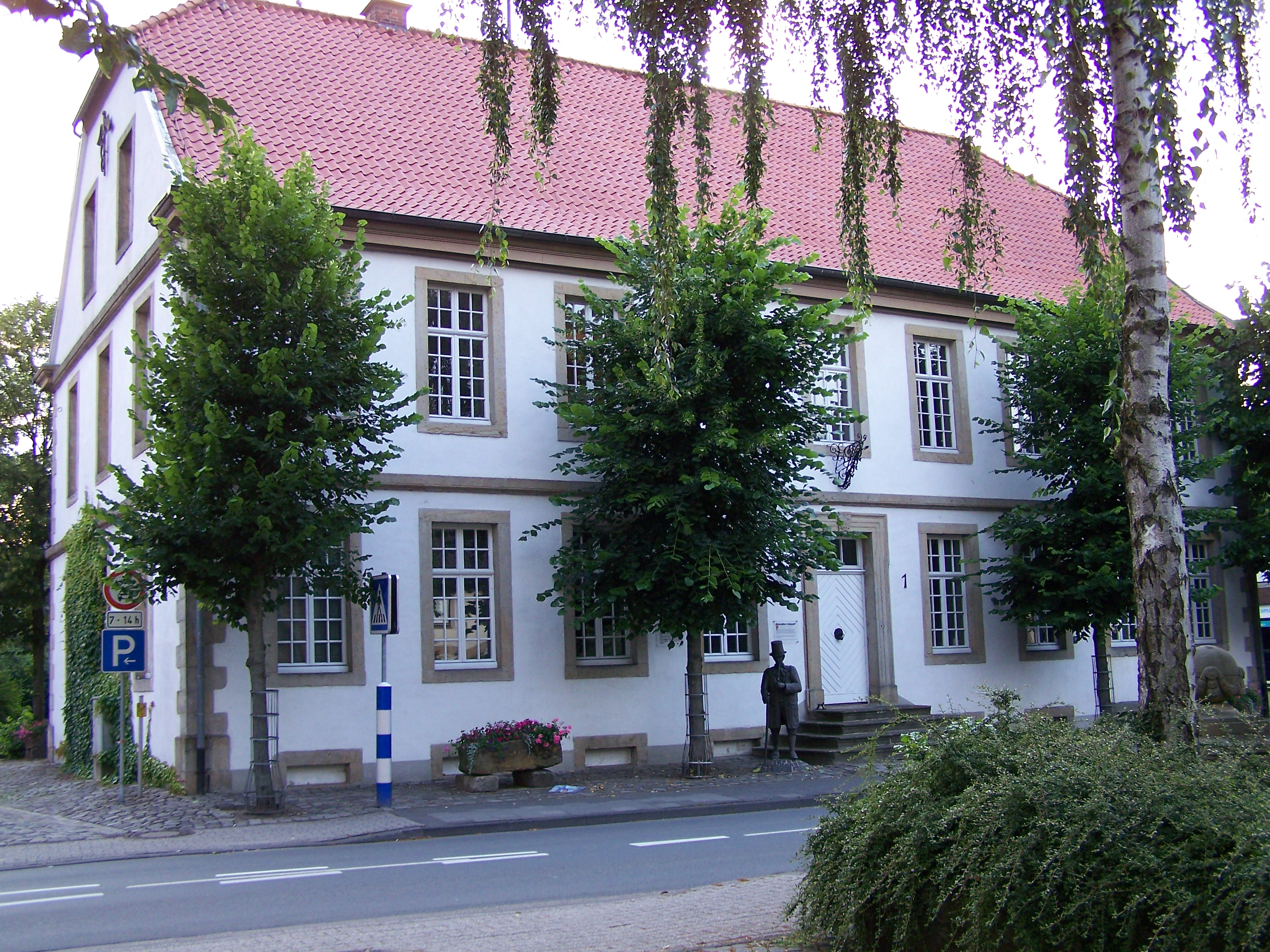
Das Bürgerhaus Veerkamp
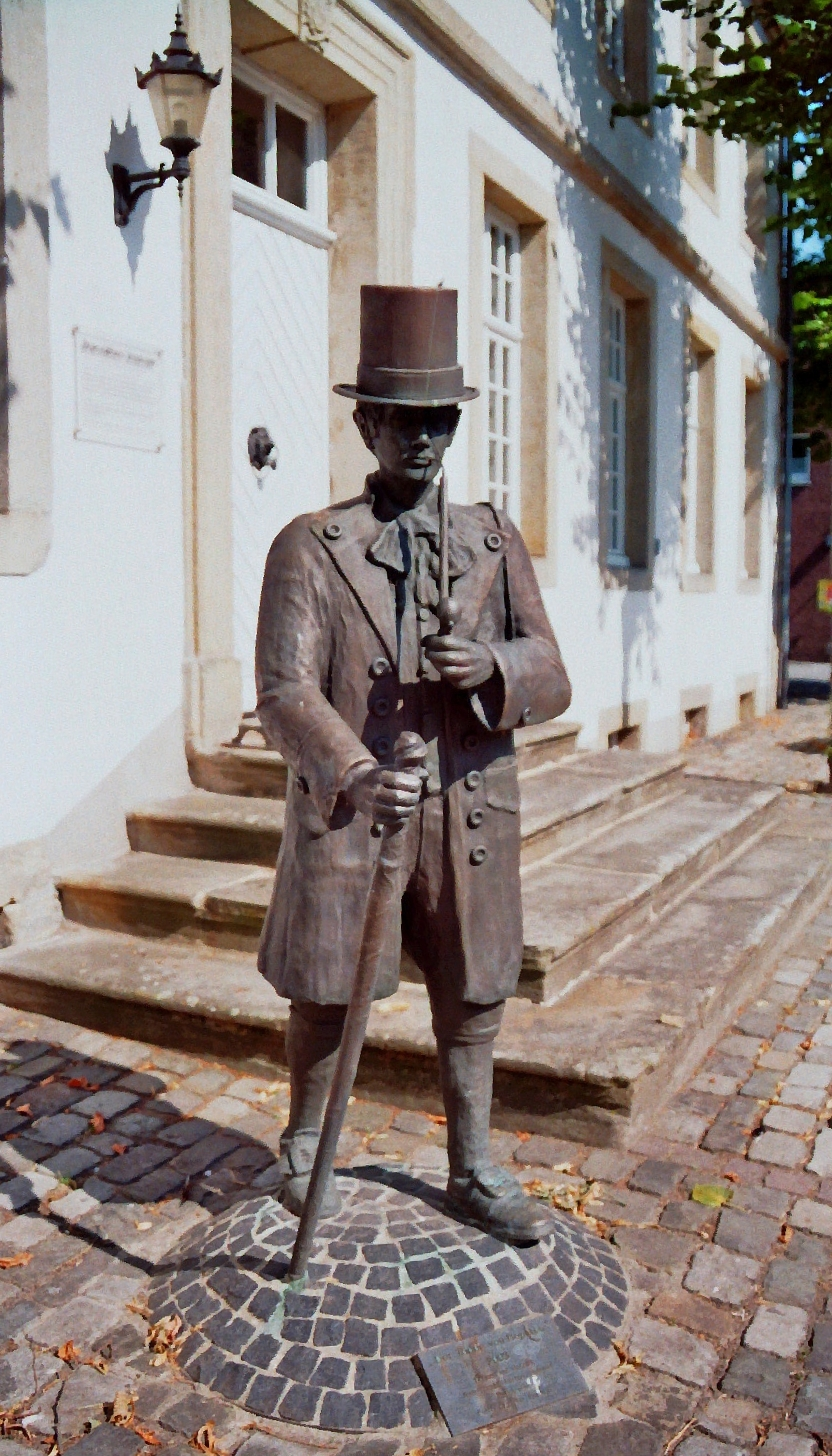
Töddenstatue am Marktplatz
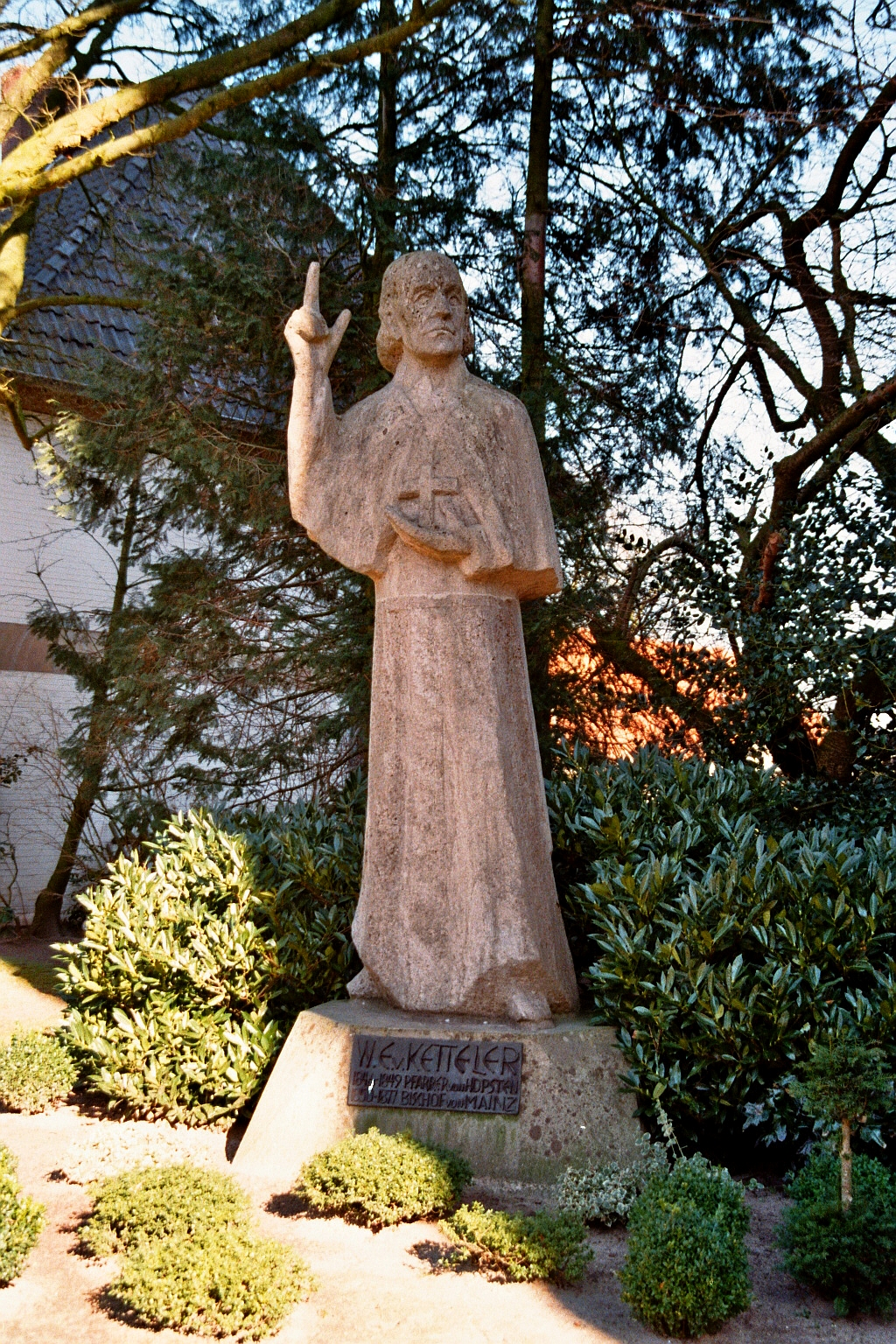
Kettelerdenkmal an der kath. Kirche

### Verwaltung
von 1400 bis 1809 als Kirchspiel Hopsten
- 1400–1803 Gericht Bevergern
- 1. Januar 1804–1806 Gericht Bevergern, Münsterscher Kreis
- 1. Juni 1806–1809 Gericht Bevergern, Bevergernscher Kreis

als eigenes Amt Hopsten
- 20. Mai 1809–1813 Mairie Hopsten (Frankreich)
- 18. November 1813–1844 Bürgermeisterei Hopsten
- 4. Januar 1844–1851 Amt Hopsten
- 19. Mai 1851–1856 Samtgemeinde Hopsten
- 20. März 1856–1974 Amt Hopsten
- seit 1. Januar 1975 Gemeinde Hopsten

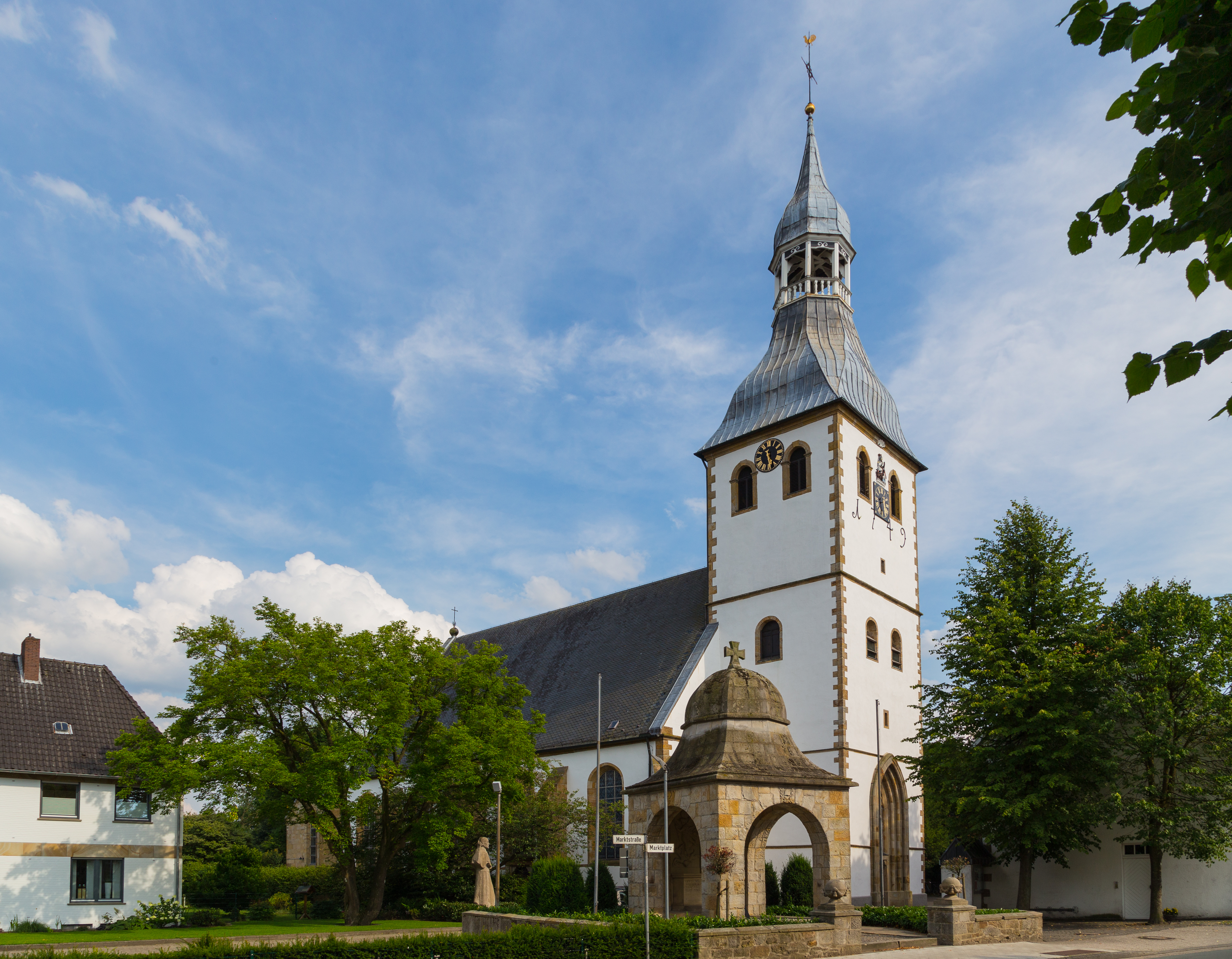
Kirche St. Georg in Hopsten

## Religionen
- Kath. Kirchengemeinde St. Georg, Hopsten
- Kath. Kirchengemeinde St. Peter u. Paul, Halverde
- Ev. Kirchengemeinde Recke-Hopsten
- Ev. Kirchengemeinde Schale
- St.-Annen-Kapelle Hopsten

## Politik

### Gemeinderat
Die Sitzverteilung im Rathaus nach den Kommunalwahlen in Nordrhein-Westfalen 2020:
- CDU: 12 Sitze (+2)
- SPD: 4 Sitze (−1)
- UWG: 2 Sitze (±0)
- FDP: 3 Sitze (−1)
- GRÜNE: 2 Sitz (+1)

### Bürgermeister
- seit 2020: Ludger Kleine-Harmeyer (CDU)[15]

Ehemalige Bürgermeister der Gesamtgemeinde (ab 1. Januar 1975)
- 1999–2020 Winfried Pohlmann (SPD)
- 1989–1999 Anni Tieke (CDU)
- 1975–1989 Robert Jasper (CDU)[16]
- 1975 Franz Feldmann (CDU) (verstarb nach kurzer Amtszeit)[17]

Ehemalige Bürgermeister der Gemeinde Hopsten (bis 31. Dezember 1974)
- 1969–1974 Robert Jasper (CDU)
- 1964–1969 Rudolf Rost (CDU)[18]

### Wappen
Das Wappen der Gemeinde zeigt den Hopstener Tödden und den Halverder Birkhahn, die räumlich durch die Schaler Himmelsleiter getrennt sind.
Blasonierung: „In Grün eine silberne schräge Leiter, begleitet vorn von einem silbernen nach links blickenden Birkhahn, hinten von einem silbernen nach rechts schreitenden Mann im Gehrock, mit Kniebundhosen, Hut und schwarzen Schnallenschuhen, auf dem Rücken eine silberne Kiepe, in der Rechten ein silberner Stock, in der Linken eine silberne Pfeife.“
Dieses stellt die typische traditionelle Kleidung eines Hopstener Tödden dar. Auch heute wird sie bei offiziellen Gemeindeanlässen getragen.
Wappen der Hopstener Ortsteile: (vor 1975)

Halverde
Hopsten
Schale

### Gemeindepartnerschaften
- Lychen (Deutschland)
- Noves (Frankreich)

Hopsten besitzt zwei Gemeindepartnerschaften. Die in der Uckermark (Brandenburg) liegende Gemeinde Lychen sowie das im Département Bouches-du-Rhône liegende französische Noves. Die Partnerschaft mit Lychen wurde nach der Deutschen Wiedervereinigung am 10. Mai 1991 geschlossen.

## Kultur und Sehenswürdigkeiten

### Bauwerke

#### Pfarrkirche St. Georg

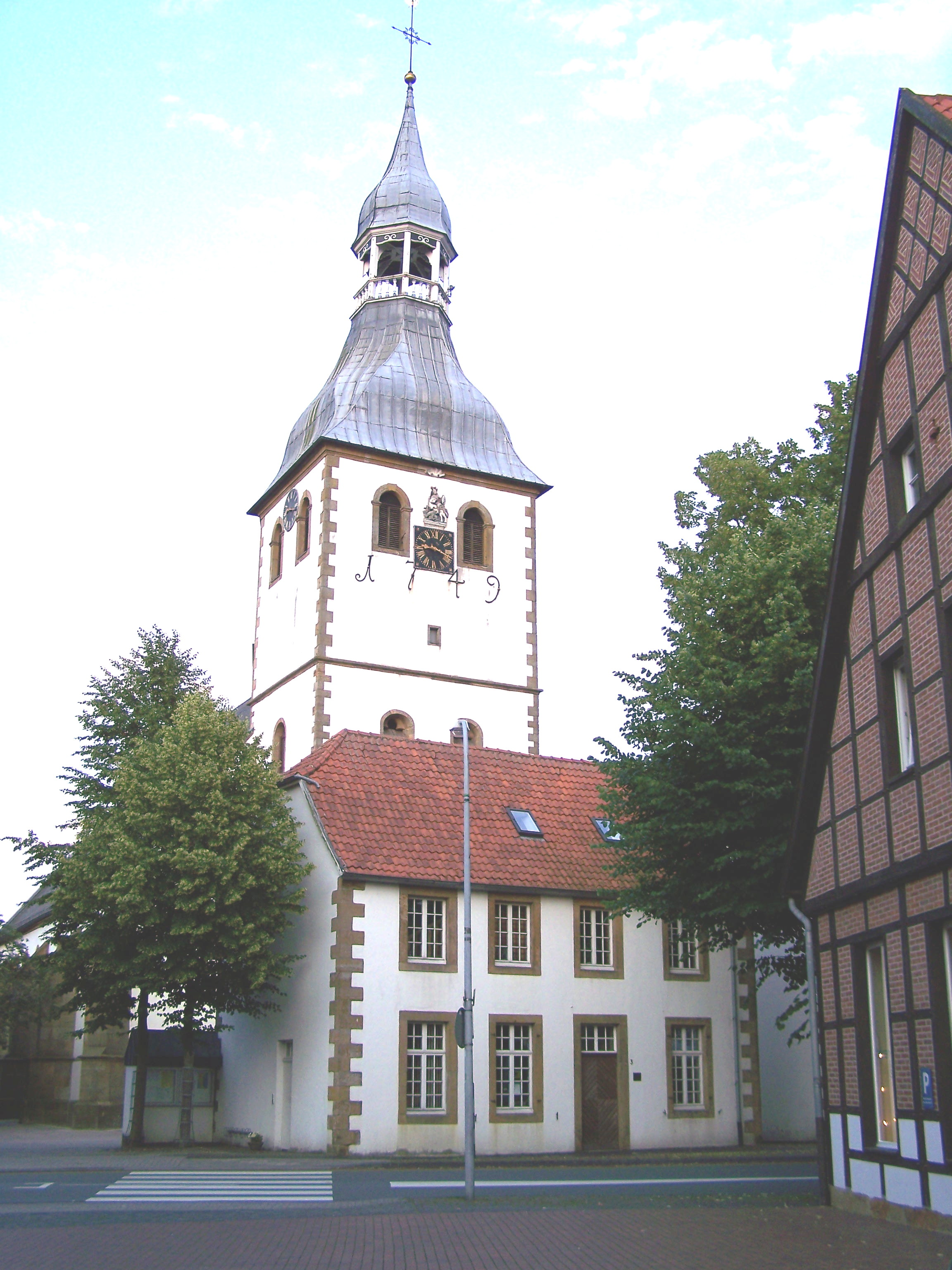
Kath. St.-Georg-Kirche Hopsten. Davor befindet sich das Küsterhaus.

Die St.-Georg-Kirche in Hopsten ist eine dreischiffige Kirche, die nach barocken Gesichtspunkten erbaut wurde.
Die erste Kapelle in Hopsten wurde im Jahr 1343 in einer Urkunde des Grafen Nikolaus von Tecklenburg erwähnt. Zu diesem Zeitpunkt gehörte diese Kapelle noch zur Pfarrei Schapen. Über die Größe der Kapelle ist nichts bekannt. Zu Beginn des 16. Jahrhunderts wurde die Kirche spätestens an ihrer heutigen Stelle errichtet. Sie war eine einschiffige gotische Kirche von halber Höhe der heutigen Kirche. Teile dieser Kirche sind heute noch in der Kirche zu finden. 1538 wurde die Hopstener Kirche von der Pfarrei Schapen gelöst. Spätestens im Jahre 1541 mit Beginn der Reformation in Schapen ist Hopsten endgültig von dieser gelöst worden. Als Hopsten durch den Töddenhandel zu Wohlstand gekommen war, wurde über die kleine Kirche von 1732 bis 1734 die heutige barocke dreischiffige Hallenkirche errichtet. 1749 wurde der Turm der Kirche erhöht und bekam seine barocke Haube. Im Jahr 1867 wurden die barocken Teile aus der Kirche entfernt, da sie nicht mehr der Mode der Zeit entsprachen. Dieses geschah auf Initiative des Bischofs von Münster. Es wurde ein neugotischer Chor angebaut. Die Einrichtung wurde durch neugotische Gegenstände ersetzt. Diese Änderungen wurden 1955 mit einem Umbau rückgängig gemacht. 1981 und 1982 wurde die Kirche von innen und außen vollständig renoviert.

#### Wallfahrtskapelle St. Anna

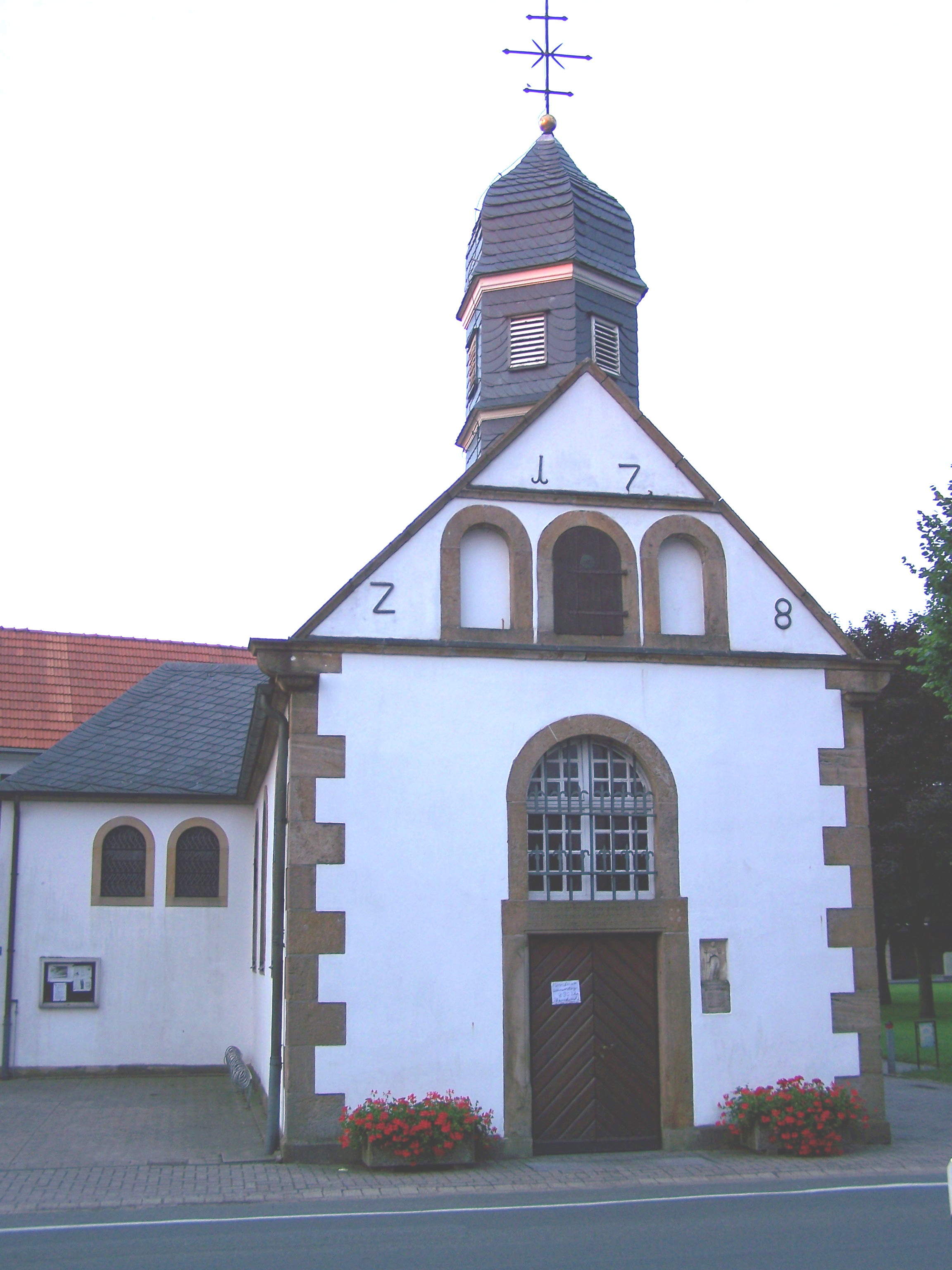
St.-Anna-Kapelle auf dem Breischen

Die St.-Anna-Kapelle ist ein Wallfahrtsort des Bistums Münster in der Hopstener Bauerschaft Breischen. Die Kapelle wurde 1694 erbaut und mehrfach erweitert, da sie den Anstrom der Pilger nicht mehr fassen konnte. Die Initiative zur Errichtung der Kapelle ging auf die Gebrüder Johann und Dietrich Teeken zurück. Die beiden Tödden waren in ein Unwetter bei einer Schiffsfahrt auf einer Handelsreise geraten. Darauf schworen sie, eine Kapelle zu Ehren der Figur der Hl. Mutter Anna zu errichten, würden sie dieses Unwetter überstehen. Diese Figur der Hl. Mutter Anna wurde 1677 beim Fällen einer Eiche an der heutigen Stelle der Kapelle aus dem Baum gestohlen. Sie soll jahrelang auf dem Dachboden des benachbarten Bauern gelegen haben. Eine Geschichte besagt, dass zu einer Feier allerlei Unfug mit dieser Figur getrieben worden sei, als plötzlich alle Fenster des Hauses zersprangen. Am Ort der Kapelle befinden sich heute zusätzlich ein Wallfahrtsplatz und ein Kreuzweg mit Park.

#### Haus Nieland

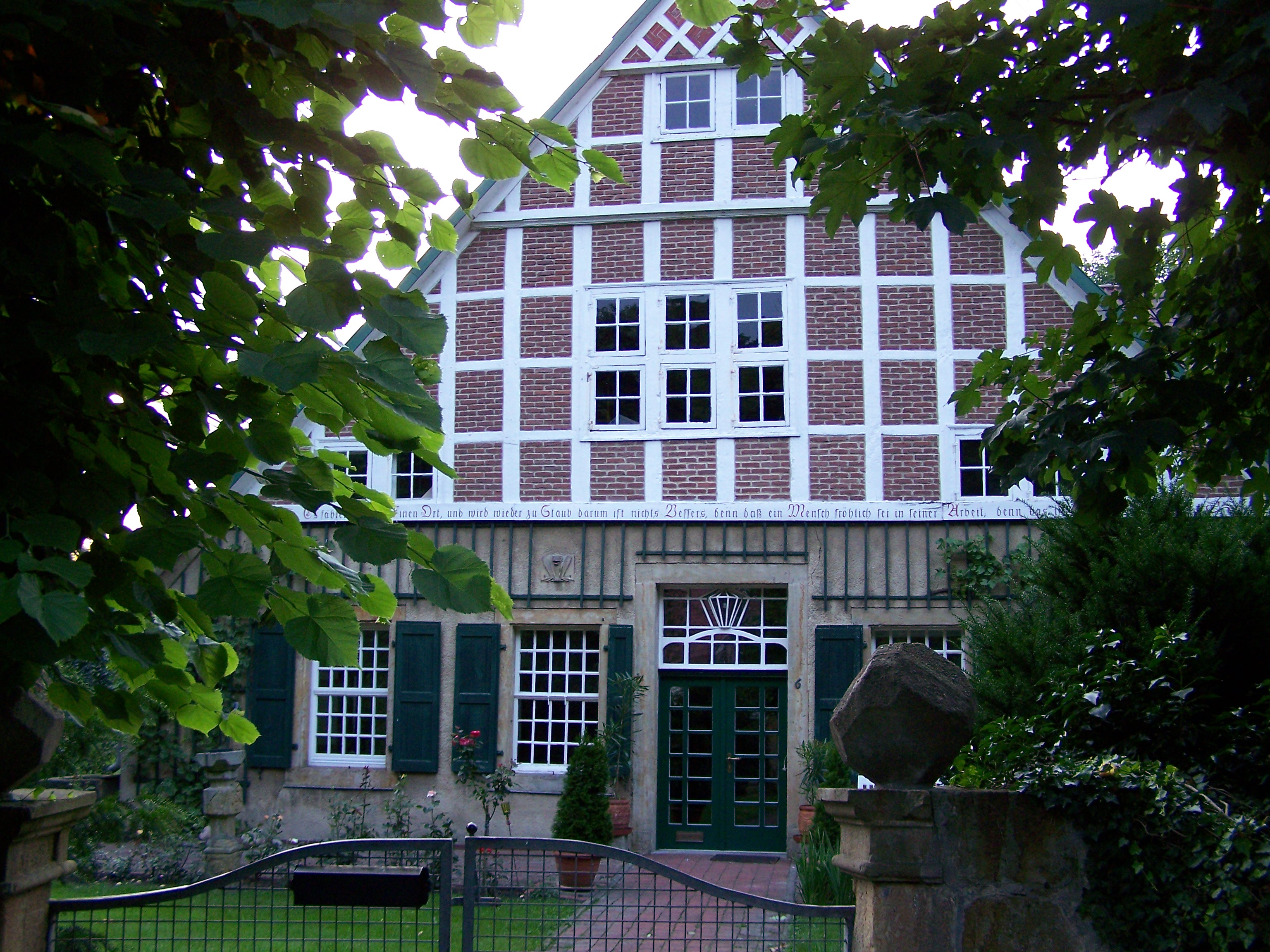
Frontansicht Haus Nieland in Hopsten

Das Haus Nieland, auch Poggeburg genannt, ist eines der ältesten erhaltenen Gebäude in Hopsten. Das Alter des Hauses ist nicht datiert. Das älteste Beweisstück stammt aus dem Jahr 1734. Dieses bezieht sich aber auf den Seitenflügel, der angebaut wurde. Laut Wilhelm Vershofen, Chronist des Hauses, gehen die Anfänge des Hauses auf die Karolingerzeit zurück. Es soll Wasserburg, Gutshaus und sogar Pfarrhaus gewesen sein. Der reiche Tödde Hermann Poggemann (* 1680) wollte sich ein Haus wie eine Burg bauen. So baute er den erwähnten Seitenflügel an. Dort wurde einfach ein alter Wehrturm ins Haus integriert.
Nach dem Niedergang des Töddenhandels ging das Haus an die Familie Nieland, dessen Namen es noch heute trägt. Die zwei Dichter Wilhelm Vershofen und Josef Winckler, die mit den Nielands verwandt bzw. verschwägert waren, gründeten 1912 den Bund der Werkleute auf Haus Nyland. Sie tagten von Zeit zu Zeit im Blauen Salon des Hauses. Weitere Dichter, die dem Bund angehörten, waren: Heinrich Lersch, Jakob Kneip, Karl Bröger, Gerrit Engelke und Carl Maria Weber. Der Künstlerbund bestand bis 1925. In den 1950er-Jahren besuchte der damalige Wirtschaftsminister Ludwig Erhard, ein Freund Verhofens, das Haus. Heute ist das Haus ein bewohntes Museum, in dem die Zeit der Tödden und des Dichterbundes wieder lebendig wird.

### Naturdenkmäler
Heiliges Meer

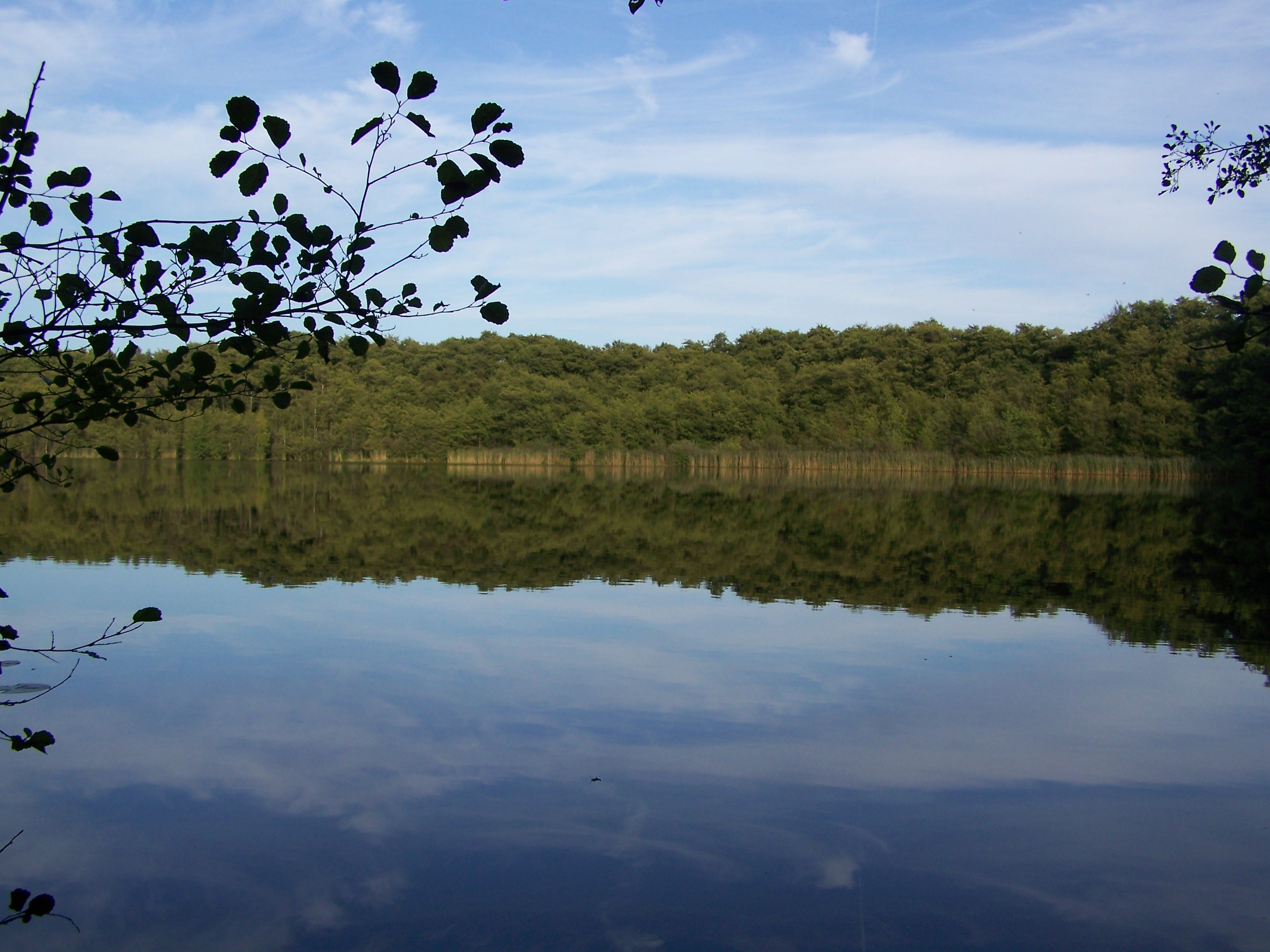
Blick über das Heilige Meer

Das Naturschutzgebiet Heiliges Meer – Heupen ist das bekannteste Naturschutzgebiet der Gemeinde Hopsten. Es liegt 5 km südlich des Ortskerns an der Straße nach Ibbenbüren. Das Naturschutzgebiet umfasst mit dem Recker Anteil insgesamt 260 Hektar Naturschutzflächen. Diese reichen von Heide über Erlenbruchwald bis zu Sumpfgebieten. Die Hauptattraktion des Naturschutzgebietes sind das Große Heilige Meer, das Kleine Heilige Meer, der Erdfallsee und der Heideweiher. Bis auf den Heideweiher sind diese Seen durch Erdfälle entstanden.
Brockmöllers Eiche
Auf dem Hof des Bauern Brockmöller an der Straße nach Recke kurz vor der Gemeindegrenze befindet sich der im Volksmund „Brockmöllers Dicke Eiche“ genannte Baum. Er wurde schon mehrfach untersucht, sein Alter wurde 1904 auf 700 Jahre geschätzt (also heute über 800 Jahre). Schon damals hatte der Baum einen Kronendurchmesser von 27 m in 25 m Höhe. Der Umfang des Stammes betrug 7,5 m. Seit 1926 ist er in der Liste bemerkenswerter Bäume verzeichnet. Der Brusthöhenumfang beträgt 8,71 m (2014).
Die Hopstener Eiben
In Hopstener Ortskern befinden sich vier Eiben, die schon sehr alt sein sollen. Im Garten des Hauses Withake, das schon im Jahr 1500 als Gastwirtschaft erwähnt wurde, befindet sich eine dieser Bäume, dessen Alter auf 600 Jahre geschätzt wird. Als diese Eibe 1926 in die Liste bemerkenswerter Bäume aufgenommen wurde, maß sie in der Höhe 12 m, besaß eine 12 m breite Krone und einen Umfang von 1,88 m.
Weitere Eiben stehen zwischen den Häusern an der Marktstraße sowie zwei an der Kirche. Wenn das geschätzte Alter der Bäume von 600 Jahren stimmt, müssten sie um 1400 mit der Herstellung der Selbständigkeit Hopstens gepflanzt worden sein.
Koffituten
Das Koffituten ist ein intaktes Hochmoor im Ortsteil Schale. Es ist eines der wenigen intakten Hochmoore in Nordrhein-Westfalen, und das einzige lebende im Kreis Steinfurt.

### Regelmäßige Veranstaltungen

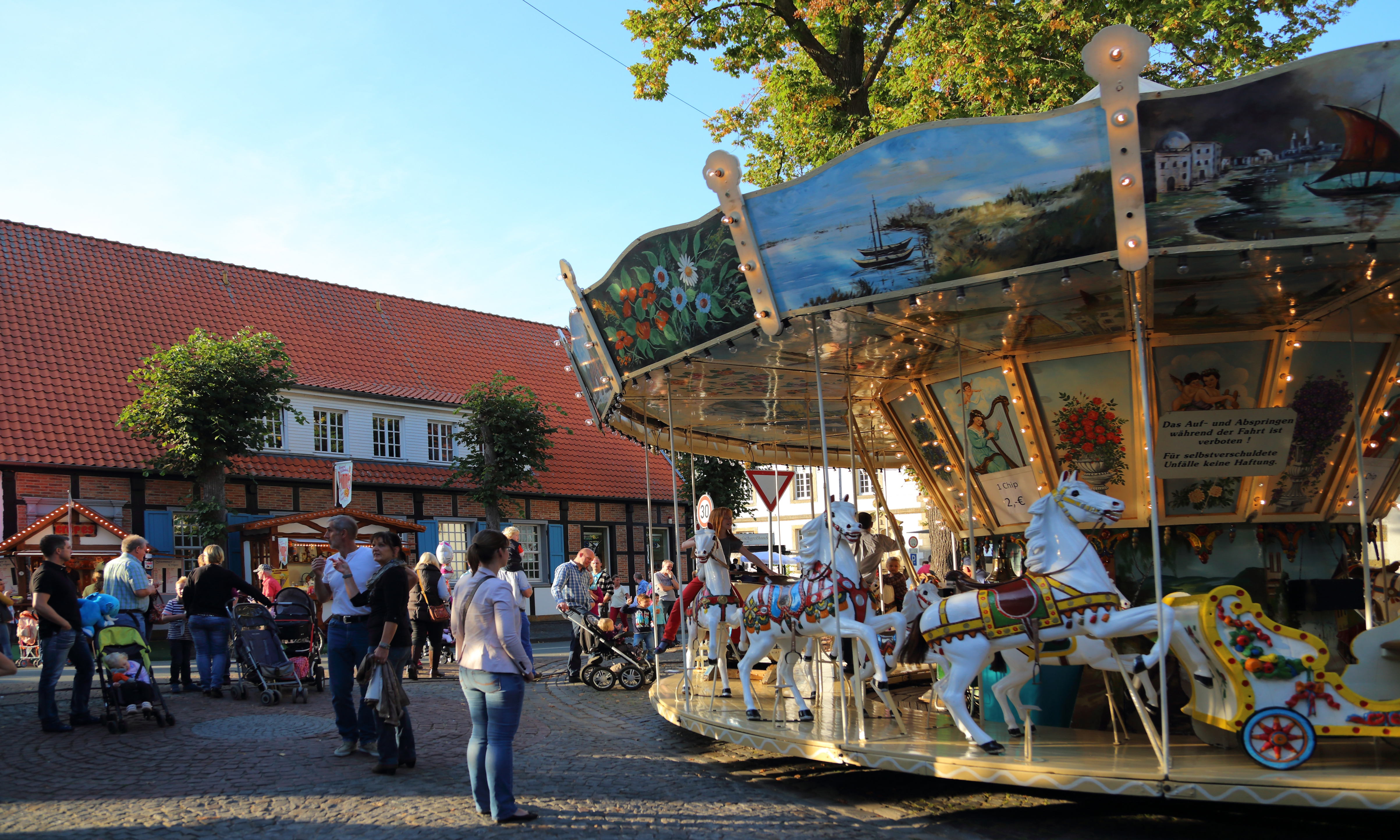
Hopstener Kirmes (2014)

- Halverder Schützenfest am 3. Wochenende im Juli
- Hopstener Kirmes 1. Wochenende im Oktober
- Hopstener Weihnachtsmarkt 4. Adventssonntag

#### Halverder Ballon-Festival

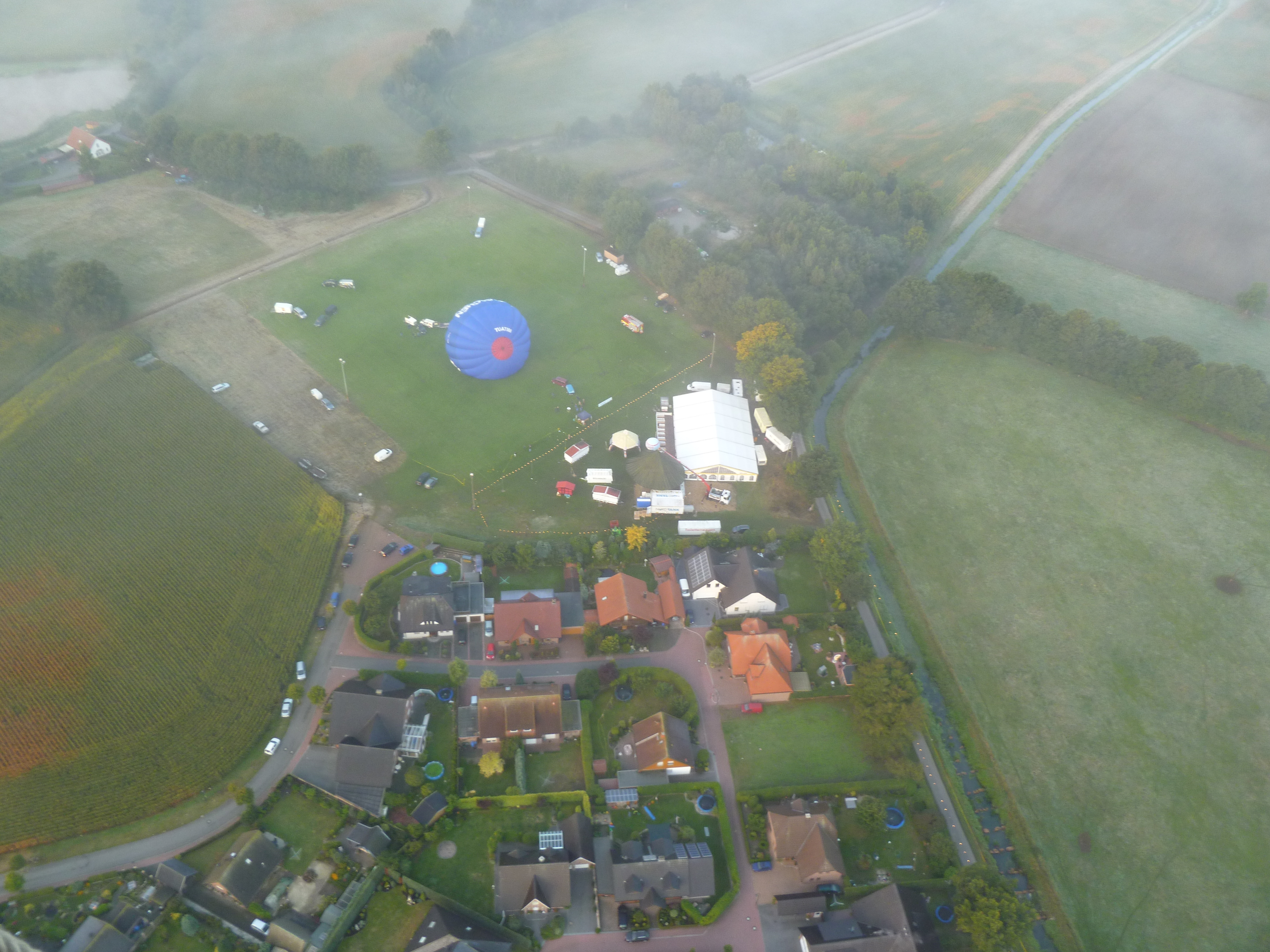
Morgenstart Ballonfestival

Das Halverder Ballon-Festival findet alle zwei Jahre im September statt. Von Donnerstag bis Sonntag sind bis zu 25 Heißluftballons auf dem Sportplatz Halverde West vertreten. 2012 hat das Festival bereits zum vierten Mal stattgefunden. Besonderes Highlight sind das Ballonglühen sowie der Frühstart in der Morgendämmerung.

#### St.-Anna-Woche
Die St.-Anna-Woche findet als Glaubenswoche in jedem August statt. Sie steht unter einem jährlich wechselnden Thema und endet mit einer sonntäglichen Prozession von der Pfarrkirche St. Georg zur Anna-Kapelle auf dem Breischen, wo sie in einen Abschlussgottesdienst mit mehr als 1000 Teilnehmern mündet. Die Annenwoche ist alljährlich Anziehungspunkt für mehrere Tausend Menschen vor allem aus dem Münsterland, dem Emsland und dem Ruhrgebiet.

## Wirtschaft und Infrastruktur

### Verkehr

#### Öffentlicher Personennahverkehr
Aufgrund der Nähe zu Niedersachsen wird Hopsten im öffentlichen Personennahverkehr von den Bussen des Regionalverkehr Münsterland sowie der Verkehrsgemeinschaft Emsland-Süd versorgt.
Es gibt eine regelmäßige Taxibusverbindung von Hopsten nach Recke mit einem Anschluss an den Bus von Recke nach Osnabrück.
Östlich im Bereich des Recker Ortsteils Obersteinbeck und südlich bei der Hörsteler Bauerschaft Ostenwalde verläuft die Güterzugstrecke Tecklenburger Nordbahn. Westlich vom Hopstener Gemeindegebiet verläuft die stillgelegte Bahnstrecke Duisburg–Quakenbrück. Somit besteht keine direkte Anbindung des Personennahverkehrs an eine Eisenbahn.

#### Straßenverkehr

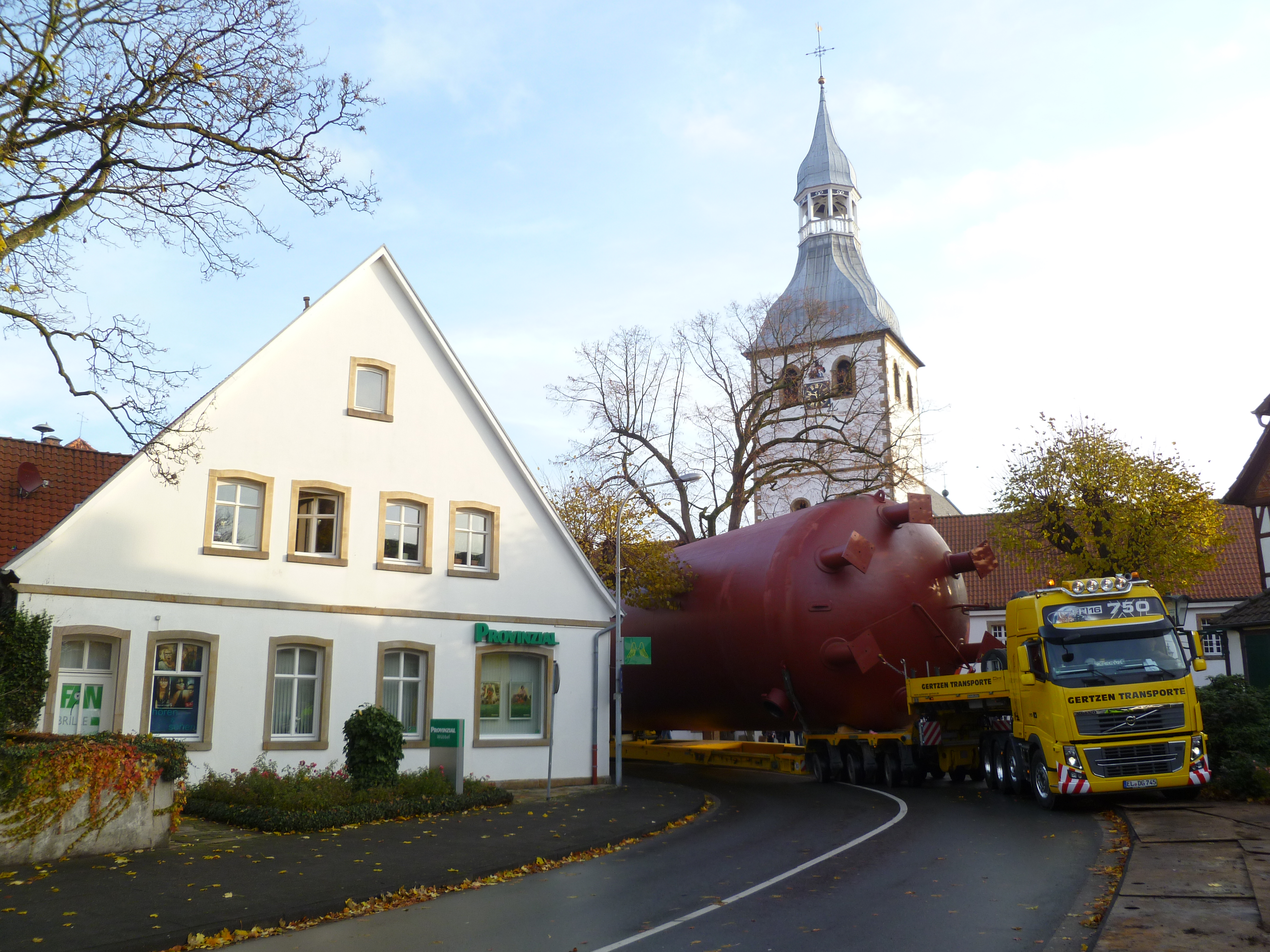
Schwertransport in Hopsten auf dem Marktplatz

Südlich von Hopsten bei Hörstel befindet sich die Bundesautobahn 30. Durch diese ist Hopsten nur 10 km entfernt zum Europäischen Fernstraßensystem.
Durch die in Hopsten bestehende Kesselbaufirma Josef Jasper kommt es häufig zu Schwertransporten mitten durch den engen historischen Ortskern. Dieses lockt viele Interessierte aus der Umgebung an und hat öfters beinahe Volksfeststimmung. So sind viele Lampen und Verkehrsschilder in der Marktstraße und Kettelerstraße schon auf die Schwertransporte ausgerichtet bzw. können leicht abgebaut werden.
Auch die beiden Kreisverkehre des Ortes sind extra auf Schwertransporte ausgelegt, weil zu dem Unternehmen aus Hopsten ein weiteres aus dem Nachbarort Schapen häufig über Hopsten Transporte abwickelt.

#### Schiffsverkehr
Ebenfalls in der benachbarten Ortschaft Obersteinbeck befindet sich der Mittellandkanal. Durch ihn können Massengüter günstig in die Nähe des Gemeindegebietes befördert werden.

#### Luftverkehr
Der nächste Personenflughafen ist der Flughafen Münster/Osnabrück in Greven. Der vor Ort befindliche Flugplatz ist ein ehemaliger Fliegerhorst.

### Pendler
Hopsten ist eine klassische Auspendlergemeinde, in der wesentlich mehr Personen Aus- als Einpendeln.
Die Zahl der Auspendler betrug im Jahr 2015 2909 Personen, die der Einpendler 1101.
Die wichtigsten Arbeitsorte der Hopstener Bevölkerung sind Ibbenbüren, Rheine und Recke.
Innerörtlich sind neben den Einpendlern auch 1246 Hopstener Bürger im Ort beschäftigt, was eine Gesamtzahl von 2347 Sozialversicherungsbeschäftigten ergibt.
Der Abbauprozess mit der verbundenen Schließung des Bergwerkes Ibbenbüren hat in den Zahlen noch keinen Niedergang gefunden und wird erst in den kommenden Erfassungen bemerkbar sein.
Auspendler
| Arbeitsort | 2013 | 2014 | 2015 |
| ---------- | ---- | ---- | ---- |
| Ibbenbüren | 638  | 638  | 641  |
| Rheine     | 328  | 351  | 341  |
| Recke      | 229  | 227  | 234  |
| Hörstel    | 210  | 209  | 208  |
| Spelle     | 171  | 172  | 170  |
| Osnabrück  | 124  | 138  | 130  |
| Münster    | 115  | 125  | 122  |
| Schapen    | 089  | 075  | 076  |
| Lingen     | 087  | 087  | 087  |
| Mettingen  | 079  | 078  | 084  |

Einpendler
| Wohnort       | 2013  | 2014  | 2015  |
| ------------- | ----- | ----- | ----- |
| Ibbenbüren    | 194   | 215   | 195   |
| Recke         | 160   | 180   | 192   |
| Rheine        | 089   | 090   | 096   |
| Hörstel       | 088   | 092   | 098   |
| Fürstenau     | 046   | 056   | 052   |
| Schapen       | 038   | 041   | 045   |
| Spelle        | 028   | 033   | 031   |
| Mettingen     | 028   | 039   | 043   |
| Lingen        | 025   | 022   | 022   |
| Westerkappeln | 020   | k. A. | k. A. |
| Freren        | k. A. | 021   | 028   |

### Modal Split
Der Modal Split beschreibt die Anteile bei der Auswahl der Verkehrsmittel für den Personenverkehr in der Gemeinde Hopsten. Aufgrund einer ähnlichen Strukturierung der Gemeinden Mettingen, Recke und Hopsten wurden sie zusammen untersucht
| Verkehrsmittel | zu Fuß | Fahrrad | ÖPNV | Kfz  | Jahr |
| -------------- | ------ | ------- | ---- | ---- | ---- |
| Anteil         | 8 %    | 23 %    | 4 %  | 64 % | 2011 |

### Ansässige Unternehmen
In Hopsten sind einige Metallbaufirmen angesiedelt. Das bekannteste aller Unternehmen ist die Kerzenfabrik G&W Jaspers. Sie produziert vornehmlich Kerzen für den kirchlichen Gebrauch, aber auch für andere Verwendung. Ihre Gründung durch Heinrich Jaspers im Jahr 1864 ging auf Initiative des Sozialbischofs von Mainz, Wilhelm Emmanuel von Ketteler, aus.

#### Medien
- Ibbenbürener Volkszeitung
- wöchentlich erscheint sonntags die Osnabrücker Sonntagszeitung

### Bildung
In Hopsten gibt es die St. Franziskus Grundschule mit den beiden Nebenstandorten Halverde und Schale. Die Nebenstandorte sind sogenannte Zwergschulen.
Weiterbildende Schulzweige sind in Hopsten die:
- St. Georg Hauptschule
- Hüberts’sche Schule, staatlich anerkannte Privatschule mit Realschule und Gymnasialer Oberstufe

Die Ketteler Realschule lief zum 28. Juni 2019 aus und wurde geschlossen. Da die Hüberts’sche Schule ab 2014 den Realschulbetrieb aufnahm, ist weiterhin eine Realschule vor Ort.

## Persönlichkeiten

### Söhne und Töchter der Gemeinde

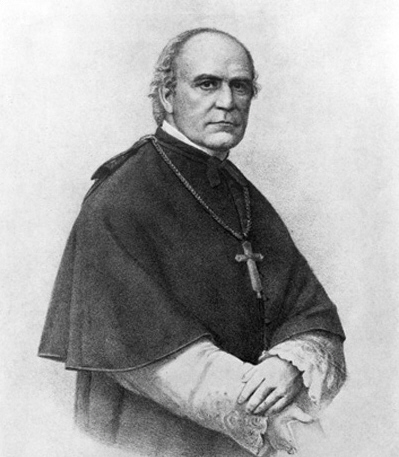
Der Sozialbischof Wilhelm Emmanuel von Ketteler war von 1846 bis 1848 Pfarrer in Hopsten

- Karl Heinrich Brüggemann (1810–1887), Journalist, Burschenschafter und Aktivist beim Hambacher Fest
- Bernhard Otte (1883–1933), christlicher Gewerkschaftsführer
- Schwester Maria Euthymia Üffing (1914–1955), am 7. Oktober 2001 seliggesprochene Clemensschwester
- Christel Schulz (1921–2014), Leichtathletin, sprang 1939 im Weitsprung als erste Frau der Welt über sechs Meter
- Wienhold Gernemann (1926–2009), Bildhauer
- Franz-Josef Kemper (* 1945), Leichtathlet, Olympiateilnehmer und Funktionär
- Heinrich von der Haar (* 1948), Schriftsteller
- Dieter Frekers, Kernphysiker
- Dieter Jasper (* 1962), Politiker, 2009–2013 Bundestagsabgeordneter (CDU)
- Mathias Richter (* 1967), Volkswirt, politischer Beamter und Politiker (FDP)

### Persönlichkeiten, die im Ort gewirkt haben
- Wilhelm Emmanuel von Ketteler (1811–1877), der spätere „Sozialbischof“ und deutsche Politiker (Zentrumspartei) war von 1846 bis 1848 Pfarrer in Hopsten
- Josef Winckler (1881–1966), westfälischer Schriftsteller
- Wilhelm Vershofen (1878–1960), deutscher Wirtschaftswissenschaftler, Politiker (DDP) und Schriftsteller
- Alexander von Stahl (* 1938), Jurist, Politiker (FDP), 1990–1993 Generalbundesanwalt, wuchs in Hopsten auf